# Podsołniecznoje
Podsołniecznoje (ros. Подсолнечное) – wieś (sieło) w Rosji, w obwodzie samarskim, w rejonie borskim. W 2010 liczyła 451 mieszkańców.